# Tempête tropicale Harvey (2011)
Pour les articles homonymes, voir Cyclone tropical Harvey.
La tempête tropicale Harvey est une tempête tropicale ayant menacé la Péninsule du Yucatán (Mexique). Huitième tempête consécutive de la saison cyclonique 2011 dans l'océan Atlantique nord, Harvey s'est développée depuis une forte onde tropicale en provenance de la côte ouest-africaine. Cette onde, favorable aux Caraïbes, a montré des signes de cyclogénèse tropicale, et s'est formée en dépression tropicale durant le vendredi 19 août 2011. Elle continue de s'étendre depuis les eaux de l'Amérique centrale et devient plus tard la tempête tropicale Harvey.

## Évolution météorologique
Les origines de la tempête tropicale Harvey proviennent d'une onde tropicale d'Atlantique formée depuis Dakar (Sénégal), à minuit, le 11 août 2011. Quelques heures plus tôt, le National Hurricane Center (NHC) classifie le système en tant qu'INVERST 93L identifié comme pouvant affecter la météorologie tropicale future. Alors qu'elle s'est développée dans l'Océan Atlantique, l'onde était accompagnée d'une faible dépression et d'une convection modérée voire forte. Plus tard, le NHC note que l'onde se développe par étape en cyclone tropical. L'onde se dirige vers l'ouest atteignant 24 à 32 km/h, et malgré les possibilités d'une cyclogénèse tropicale immédiate, l'onde devient moins active durant quelques jours ; le 13 août 2011, l'onde est qualifiée inactive, sans aucune pluie ni activité orageuse. Quelques points de convection se développent de nouveau au cours des jours suivants, et alors qu'elle s'approche des Petites Antilles durant le 15 août, le système montre des signes cycloniques. Au lendemain, le système est analysé comme zone de basse pression entre Sainte-Lucie et Saint-Vincent, terminant sa trajectoire sur les Petites Antilles.
L'onde progresse vers l'ouest de la Mer des Caraïbes produisant en masse de fortes pluies et de violents orages. Le niveau cyclonique se prononce beaucoup plus durant le 16 août.

## Réponses et impact

### Caraïbes
Avant de devenir un cyclone tropical, Harvey a tout d'abord frappé les Petites Antilles. Coïncidant avec les pluies estivales, qui avaient duré de juillet à octobre et étaient caractérisé par des ondes tropicales fréquentes, l'onde a libéré de fortes pluies sur la Guadeloupe

### Amérique centrale et Mexique
Continuant sa trajectoire vers l'ouest, des avis de tempête tropicale ont été diffusés dans les côtes est du Honduras et dans les côtes atlantiques du Guatemala. Des alertes ont été déclenchées sur les côtes du Belize, sur les côtes sud-est de la Péninsule de Yucatán, ainsi que dans le département des Islas de la Bahía du Honduras. Une alerte jaune a été émise dans les départements du Honduras - Gracias a Dios, Colón, Atlantida, Cortés et Islas de la Bahia, ainsi que deux autres départements - Yoro et Olancho.